# Hypsistozoa fasmeriana
Hypsistozoa fasmeriana är en sjöpungsart som först beskrevs av Wilhelm Michaelsen 1924.  Hypsistozoa fasmeriana ingår i släktet Hypsistozoa och familjen Holozoidae. Inga underarter finns listade i Catalogue of Life.